# Störklappe

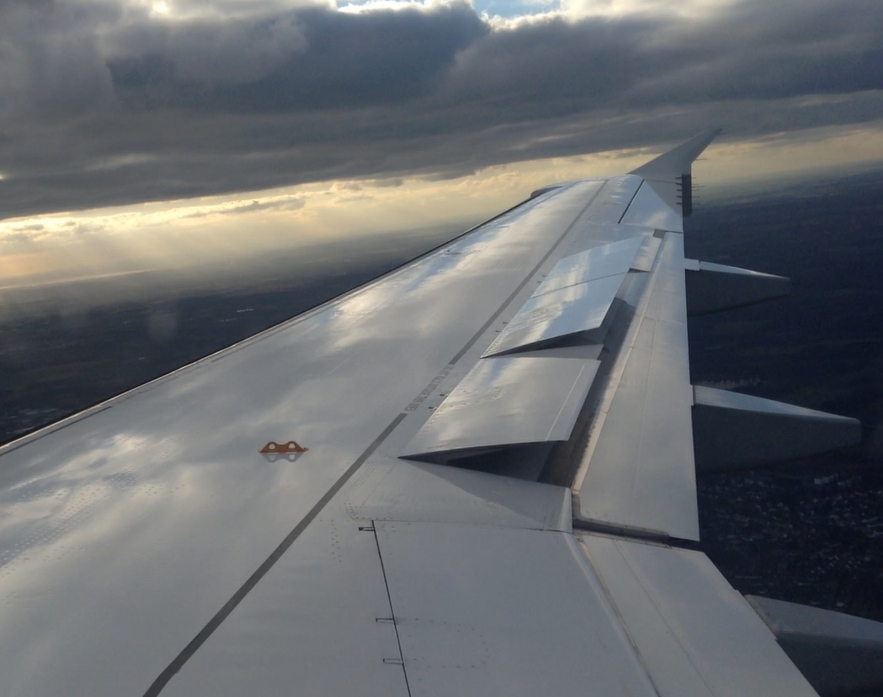
Ausgefahrene Spoiler eines Airbus A319-112 im Sinkflug. Deutlich zu sehen ist, dass nur ein Teil aller Klappen ausgefahren ist.

Störklappen (auch Bremsklappen, englisch: spoiler) sind bewegliche Klappen an Flugzeugen. Meist sind sie auf der Oberseite der Tragflächen angebracht, in weiteren Ausführungen gibt es zusätzlich unterhalb der Tragfläche oder auf dem Rumpf angebrachte Störklappen. Sie dienen zur Verstärkung eines Sinkflugs, zur schnelleren Bremsung nach der Landung und teilweise zur Unterstützung des Kurvenflugs. Störklappen sind eine Sonderform der Luftbremsen, die dadurch gekennzeichnet sind, dass ihr Effekt im Wesentlichen durch die Reduzierung des Auftriebs eintritt.
Stör- oder Bremsklappen sind nicht mit Landeklappen, im Fliegerjargon häufig kurz „Klappen“, zu verwechseln.

## Funktion bei Sinkflug und Landung
Beim Ausfahren der Störklappen im Flug verringern sie den Auftrieb der Tragflächen und erhöhen somit die Sinkrate des Flugzeugs, ohne dass die Fluggeschwindigkeit dabei ansteigt. Würde der Pilot stattdessen die Nase des Flugzeugs nach unten neigen, würde sich zwar ebenfalls die Sinkrate des Flugzeuges erhöhen, dieses aber zugleich stark beschleunigen. 
Wird bei reduziertem Auftrieb infolge von ausgefahrenen Störklappen zugleich der Anstellwinkel erhöht, hält das Flugzeug die Höhe, während die Fluggeschwindigkeit abgebaut wird, bis der verbleibende Auftrieb nicht mehr ausreicht, um die Höhe weiter zu halten. Im Gegensatz zu manchen anderen Formen von Luftbremsen erhöht sich der Luftwiderstand bei diesem Vorgang nur in geringerem Umfang; der Effekt ist zum größten Teil auf den gezielt herbeigeführten teilweisen Strömungsabriss im Bereich der Störklappen zurückzuführen.
Werden die Landeklappen, die eigentlich als Auftriebshilfe eingesetzt werden, voll ausgefahren, so erzeugen diese einen hohen Strömungswiderstand und dienen somit unterstützend zu den Störklappen als Luftbremse, aber im Vergleich zu den Störklappen einem anderen Prinzip folgend, da die Landeklappen keinen Strömungsabriss bewirken. Kleine Flugzeuge kommen in der Regel mit einem der beiden Prinzipien aus (traditionell nutzen Segelflugzeuge und Motorsegler eher Störklappen, während andere kleine kolbenmotorgetriebene Flugzeuge Landeklappen aufweisen – siehe auch Abschnitt Bauarten).
Nach dem Aufsetzen auf der Landebahn werden die Spoiler augenblicklich voll ausgefahren, um den Auftrieb der Tragflächen stark zu reduzieren und gleichzeitig den Luftwiderstand zu erhöhen. Durch den umgehend zusammenbrechenden Auftrieb an den Tragflächen sorgt diese Maßnahme für eine maximale Belastung der Fahrwerksräder mit der Flugzeugmasse, sodass die Fahrwerkbremsen stärker verzögern können. Außerdem wird damit ein „Springen“ des Flugzeugs während der Landung vermieden.

## Störklappen zur Querruderunterstützung
Spoiler werden außerdem zur Unterstützung der Flugsteuerung um die Längs-(Roll-)achse verwendet. Zum Erzeugen einer Rollbewegung, z. B. zum Einleiten des Kurvenfluges, schlägt das Querruder der nach unten gehenden Tragfläche nach oben, das der steigenden Fläche nach unten aus. Damit jedoch erhöht sich der Widerstand der steigenden, kurvenäußeren Tragfläche, was zu einem negativen Wendemoment führt, also einem Giermoment um die Hochachse, das der angestrebten Kurvenrichtung entgegenwirkt. Aus diesem Grund wird ein Teil der vorhandenen Störklappen der hängenden Fläche beim Kurvenflug mitbetätigt. Dies bewirkt zweierlei: Die so entstehende einseitige Luftwiderstandszunahme auf der Kurveninnenseite kompensiert das negative Wendemoment und zusätzlich wird der durch die Auftriebsverschlechterung der hängenden Fläche notwendige Querrudereinsatz insgesamt reduziert.

## Bauarten

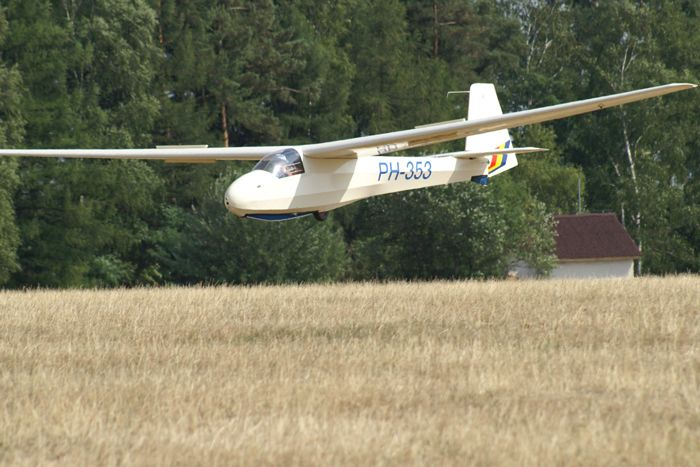
Ein Segelflugzeug (hier eine Schleicher K8) im Landeanflug, die Störklappen ober- und unterhalb der Tragflächen sind teilweise ausgefahren

Es existieren verschiedene Ansätze und Bauweisen zur Ausführung der Störklappen. Bei Passagierflugzeugen haben sich im Wesentlichen zwei Ansätze durchgesetzt: Einerseits Störklappen, die im eingefahrenen Zustand Teil der Tragfläche sind und beim Ausfahren über eine Drehung in einen Winkel zur Tragfläche gebracht werden (Standardbauweise in Passagierflugzeugen mit Strahltriebwerken, im Deutschen oft Spoiler), oder Störklappen, die sich in der Tragfläche befinden und beim Betätigen senkrecht zur Tragfläche stehend ausgefahren werden (üblich bei Kleinflugzeugen, insbesondere Segelflugzeugen). Weitere Ausführungen gibt es insbesondere bei militärisch genutzten Flugzeugen.
Bei größeren Flugzeugen unterscheidet man zwischen dem Flight Spoiler (der Teil der Spoilerklappen, der als Luftbremse und zur Querruderunterstützung im Flug aktiv ist, oft nur ein bis zwei Segmente auf jeder Tragflächenseite) und dem Ground Spoiler, dieser wird nur nach dem Aufsetzen auf dem Boden verwendet (meist alle vorhandenen Spoilerklappen). Ein versehentliches oder verfrühtes Ausfahren der Ground Spoiler in der Luft muss zuverlässig unterbunden werden, in der Regel wird der Ground Spoiler (zusammen mit der Schubumkehr) von einem Belastungssensor im Fahrwerk (Air/Ground Sensor) freigegeben oder automatisch aktiviert. Die Summe aller Störklappen nennt man Speed Brake System (Luftbremsensystem).
Störklappen wurden ursprünglich als Sturzflugbremsen von Hans Jacobs entwickelt, um nach dem Verlust der Kontrolle über das Flugzeug nach z. B. Einflug in eine Wolke ein Überschreiten der maximalen Fluggeschwindigkeit im Sturzflug zu verhindern, was in den dreißiger Jahren vielen Segelflugpiloten durch Bruch der Flugzeugstruktur im Fluge das Leben gekostet hatte.
Die Bremsklappen werden bei Flugzeugen entweder mechanisch oder hydraulisch aus der Ober- oder Unterseite oder beiden Seiten der Tragflächen ausgefahren. Besonders bei Kampfflugzeugen kommen auch Bremsklappen vor, die aus Rumpfboden oder -rücken, oder aber paarweise symmetrisch aus den Rumpfseitenwänden ausgefahren werden.
In fast allen Segelflugzeugtypen (Ausnahme z. B. Lo 100) werden Luftbremsen als Landehilfe eingesetzt. Diese Flugzeuge verfügen in der Regel nicht über Landeklappen, die Luftbremsen werden dann im Landeanflug zur Bestimmung des Anfluggleitwinkels genutzt. Unter den motorgetriebenen Flugzeugen findet man dieses Prinzip häufig bei Motorseglern, die dieses Prinzip von den Segelflugzeugen übernommen haben und ebenfalls meist ohne Landeklappen, dafür aber mit Luftbremsen in Form von aus den Tragflächen ausklappbaren Störklappen gebaut werden.
Demgegenüber verwenden einmotorige Leichtflugzeuge vorrangig Landeklappen zur Steuerung des Landeanflugs; nur hochwertige, schnellere, meist turbogeladene Typen wie z. B. die Mooney M20 oder die Columbia 400 verfügen zusätzlich über Störklappen.

## Galerie

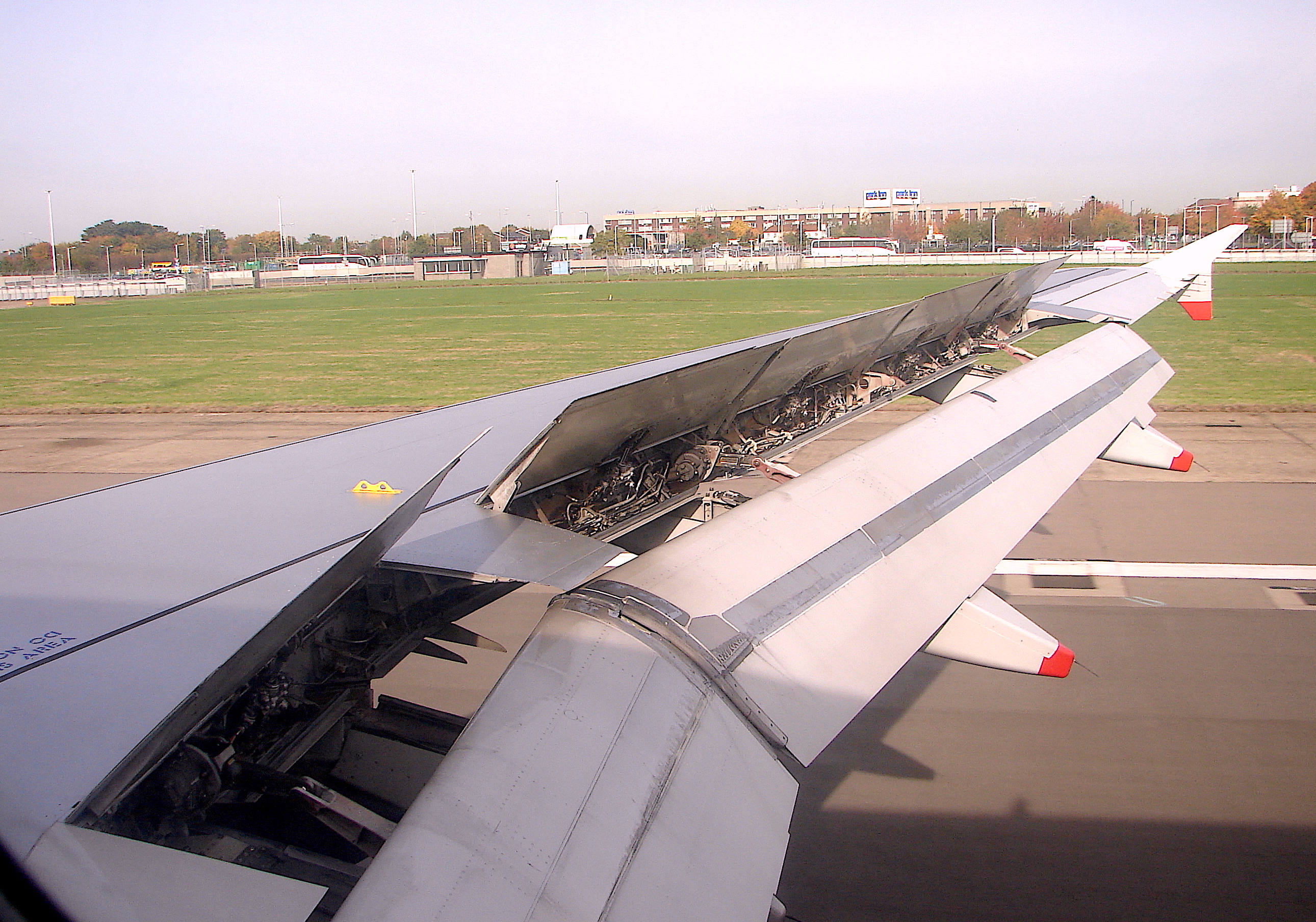
Nach oben ausgefahrene Störklappen (Spoiler) eines A320
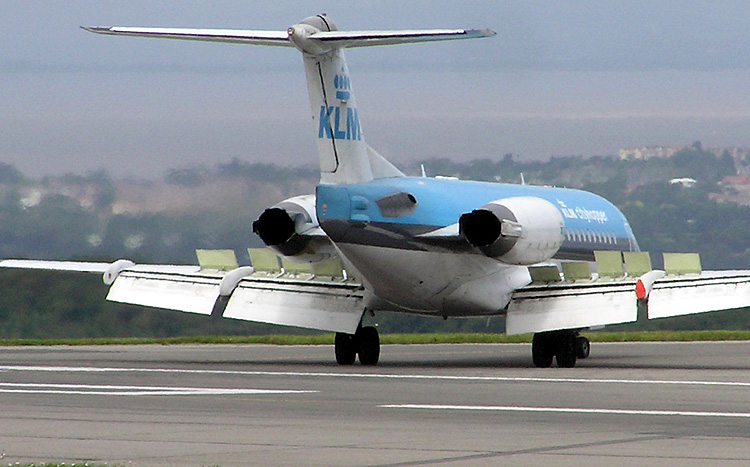
Ground Spoiler voll ausgefahren an einer Fokker 70 nach dem Aufsetzen
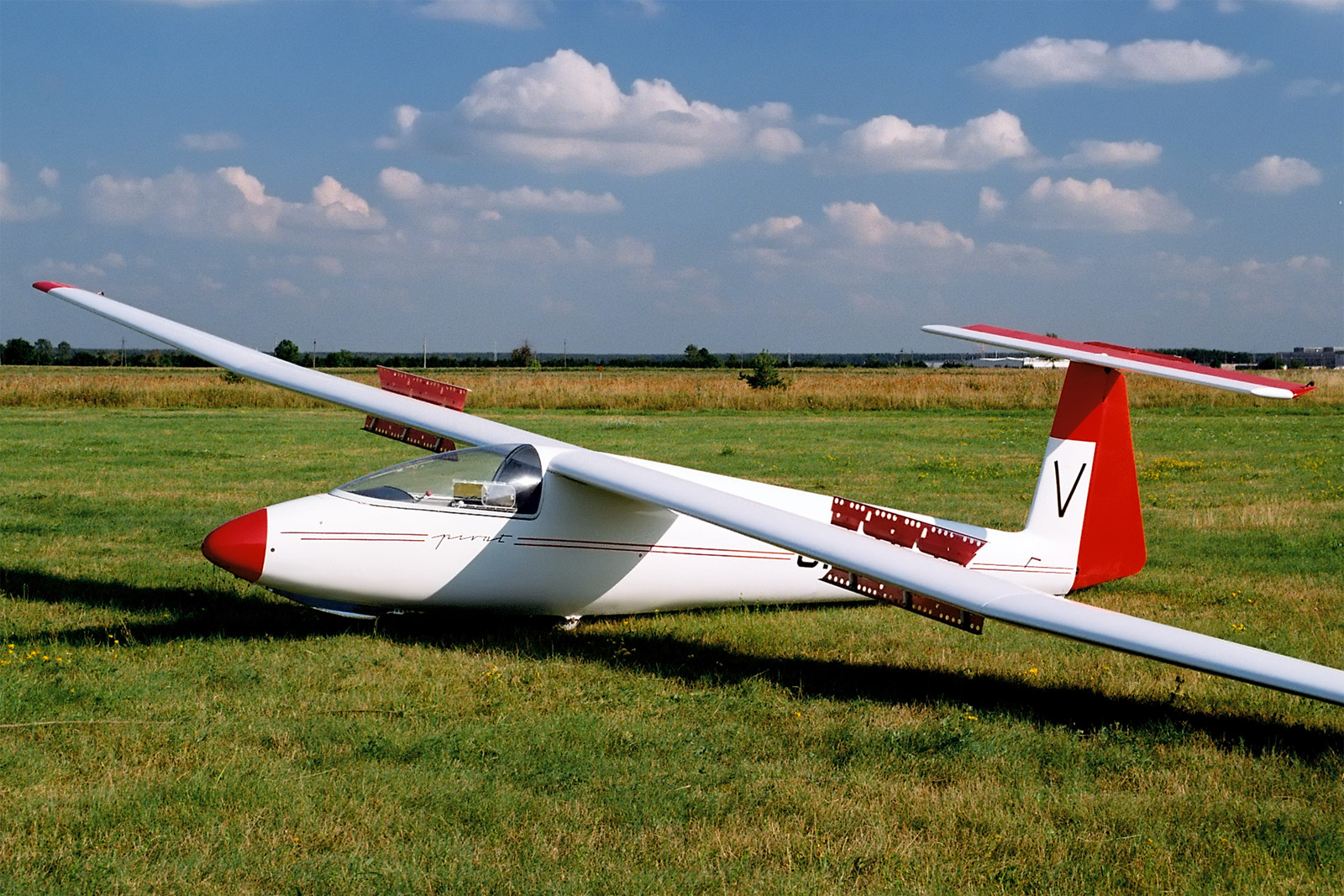
PZL Bielsko SZD-30 mit ausgefahrenen Luftbremsen auf Tragflächenober- und -unterseite
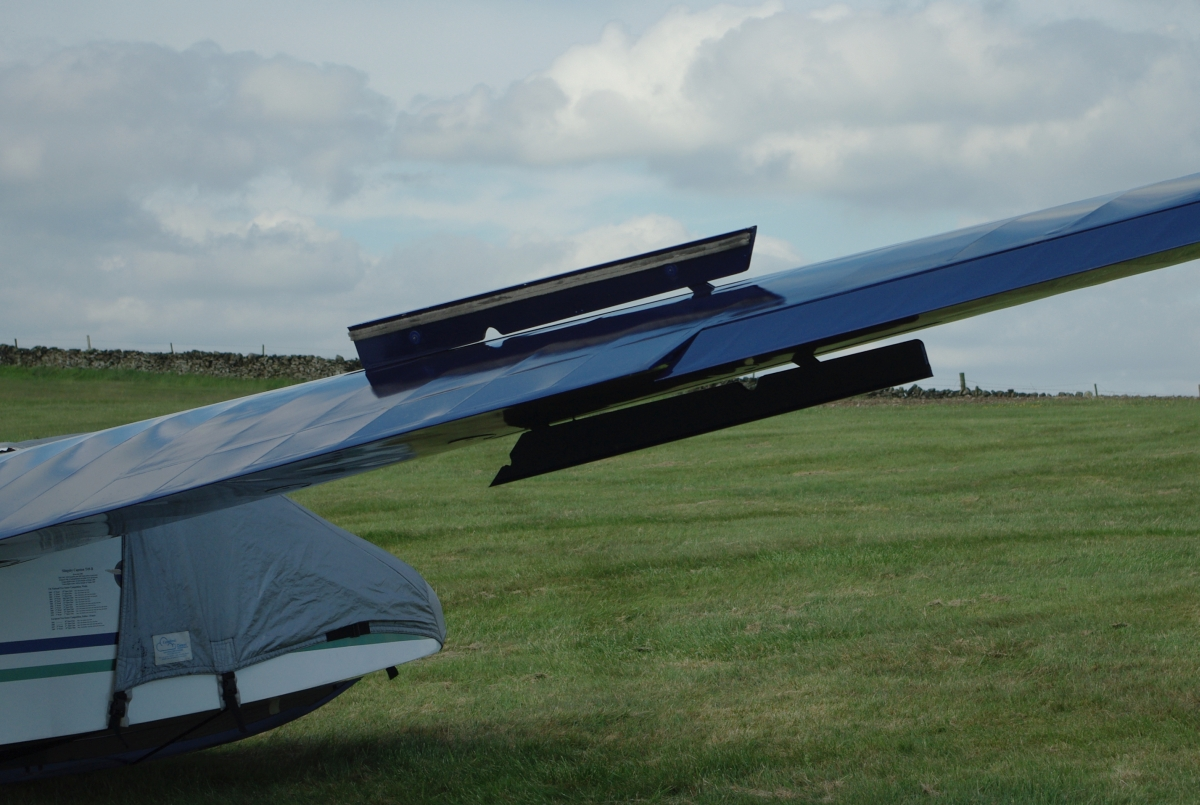
Nach oben und unten ausgefahrene Störklappen an einer Slingsby Capstan
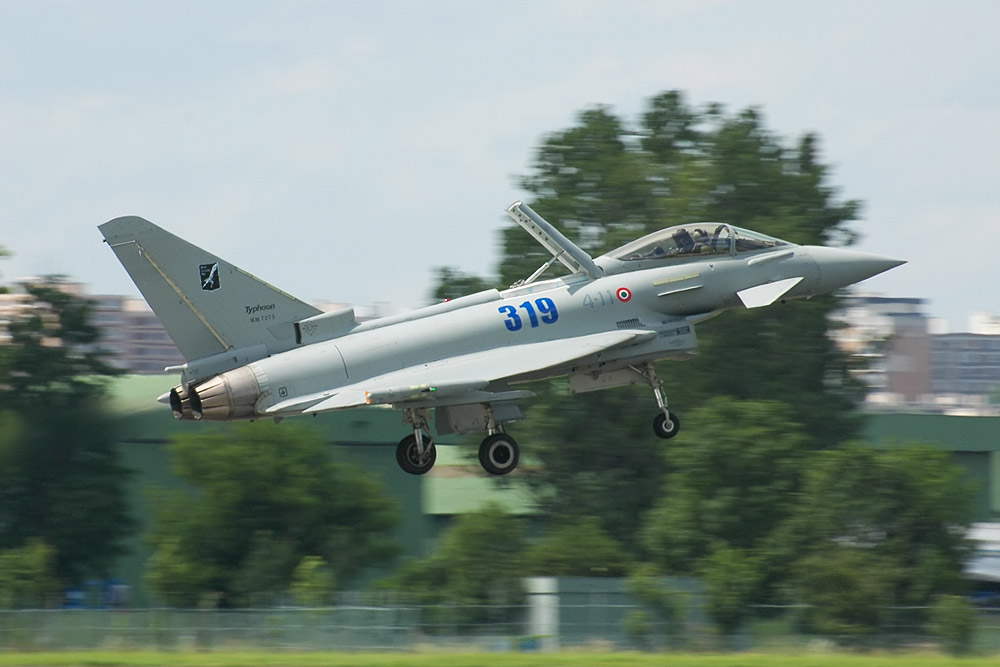
Eurofighter Typhoon mit oben in Rumpfmitte ausgestellter Störklappe kurz vor dem Aufsetzen